# Oisemont
Oisemont är en kommun i departementet Somme i regionen Hauts-de-France i norra Frankrike. Kommunen ligger i kantonen Oisemont som tillhör arrondissementet Abbeville. År 2022 hade Oisemont 1 134 invånare.

## Befolkningsutveckling
Antalet invånare i kommunen Oisemont
| Referens: INSEE |